# Fayl-Billot
Fayl-Billot è un comune francese di 1 558 abitanti situato nel dipartimento dell'Alta Marna nella regione del Grand Est.
Nel comune ha sede la École Nationale de Vannerie et d'Osiériculture.

## Società

### Evoluzione demografica
Abitanti censiti